# ويل شيهي
ويل شيهي (بالإنجليزية: Will Sheehey)‏ مواليد 16 يناير 1992 في ستيوارت، هو لاعب كرة سلة أمريكي. بدأ مسيرته الاحترافية في سنة 2014. يلعب في دوري الرابطة الوطنية لفئة التطوير. يحمل الرقم 12. يبلغ طوله 6 قدم 6 بوصة (2.0 م).

## المسيرة الاحترافية
لعب مع نادي بودوشنوست لكرة السلة في سنة 2014، ثم لعب مع فورت واين ماد أنتس في سنة 2015، ثم لعب مع لوس أنجلوس ديفيندرز في سنة 2015، ثم لعب مع نادي بانيونيس لكرة السلة في سنة 2015.

## روابط خارجية
- ويل شيهي على موقع كرة السلة الأوروبية.كوم (الإنجليزية)
- ويل شيهي على موقع كلية كرة السلة في سبورتس رفرنس.كوم (الإنجليزية)
- ويل شيهي على موقع ريلجم (الإنجليزية)
- ويل شيهي على موقع بروبوليرز (الإنجليزية)
- ويل شيهي على موقع سبورتس رفرنس (الإنجليزية)
- ويل شيهي على موقع سبورتس رفرنس (الإنجليزية)